# Olavanna
Olavanna es una ciudad censal situada en el distrito de Kozhikode en el estado de Kerala (India). Su población es de 43895 habitantes (2011). Se encuentra a 6 km de Kozhikode.

## Demografía
Según el censo de 2011 la población de Olavanna era de 43895 habitantes, de los cuales 21489 eran hombres y 22406 eran mujeres. Olavanna tiene una tasa media de alfabetización del 96,43%, superior a la media estatal del 94%: la alfabetización masculina es del 98,02%, y la alfabetización femenina del 94,93%.